# 嫌気性代謝閾値
嫌気性代謝閾値（けんきせいたいしゃいきち、AT:Anaerobic Threshold）とは、運動時に有酸素運動から無酸素運動へと切り替わる運動強度の閾値のことである。この閾値は万人に共通ではなく、各々の運動能力によって異なっているため、例えば各人の運動能力の指標などとして利用される場合がある。

## 運動とエネルギー産生と嫌気性代謝閾値の関係
ヒトは安静時など平常時においては、最終的に酸素に不要な電子を押し付けることでエネルギーを得ている。また運動を行うと、その運動負荷が上がるにつれて酸素の摂取量も多くなり、好気性代謝がより活発に行われて酸素の消費量も多くなる。例えば解糖系で生成したピルビン酸は、アセチルCoAとなってTCA回路に組み込まれてエネルギー産生に使われる量が増加し、さらに生じたNADHなどもミトコンドリアの電子伝達系で完全に処理され続けて、次々と酸素に電子が押し付けられる量が増え、酸素が次々と消費される。しかし、各組織に運搬できる酸素の量や、肺での酸素の取り入れ量などには限界があり、激しい運動を行うなどして大量のエネルギーが必要となった時には筋肉などで酸素が不足することがある。この酸素不足に陥る運動強度には各人によって差が見られるものの、どんなヒトでも運動強度を上げ続ければいずれ限界に達し、酸素が不足する。つまり運動強度が、その者にとっての限度を超えると嫌気性代謝を利用したエネルギー産生を行う必要が出てくる。TCA回路と違って解糖系は酸素がなくてもエネルギー産生が可能な代謝経路であり、ヒトの場合は発生したNADHはピルビン酸を乳酸に変換することで処理して解糖系を動かし続けることになる。この時発生した乳酸は、主に肝臓まで血流に乗せて運んでコリ回路で処理されるようになる。このような嫌気性代謝が必要になる運動強度の閾値が嫌気性代謝閾値である。この閾値には個々の運動能力によって差があるため、その者の運動能力の指標とされる場合もある。

## 測定法
嫌気性代謝閾値の測定にはいくつか方法がある。
- 運動負荷試験を行って運動強度を徐々に上げていった時、乳酸の血中濃度が急上昇した時の運動強度を、被験者の嫌気性代謝閾値とする。この方法の欠点は、血液を調べねばならないため侵襲的であることなどが挙げられる。
- 運動負荷試験を行って運動強度を徐々に上げていった時、運動強度の増大に伴って肺呼吸での換気量も伸びる。ところが運動強度をさらに上げると、先述のように組織で酸素不足が起こり、これを検知した身体はさらに肺での換気量を増やそうとすることなどの影響で、ある運動強度を超えると、これまでの肺呼吸での換気量の伸びよりも急激に換気量が増加することが知られている。この急激に肺呼吸での換気量が増加し始めた時の運動強度を、被験者の嫌気性代謝閾値とする。